# الثعالبة
الثعالبة أو بني ثعلب قبيلة عربية حكموا في بني مزغنة  خلال الفترة 1204 م حتى 1515م. كان أول حكامهم «سباع بن ثعلب بن علي بن مكن بن صغير» 1204. وكان أخر حاكم في عهد الأتراك وهو سليم التومي الثعالبي 1515م
ويروى أنهم ابيدوا في حرب شديدة في سهل التيطري من أرض المدية. أصبحت الجزائر في عهد الثعالبة مدينة ترسو فيها سفن تجارية كبيرة خاصة سفن برشلونة وفلورنسا والبندقية كانت مدينتا الجزائر العاصمة وتنس تحت هيمنة "الثعالبة" الذين سيطروا على متيجة وقد جاءت ثعلبة إلى متيجة منذ عهد الموحدين، ويذكر حسن الوزان ان لثعلبة تجارة مع الصحراء وانها قبيلة "ذات شرف وشجاعة يبلغ عدد سكانها ثلاثة الاف رجل، وقبل مجئ العثمانيين إلى مدينة الجزائر كان سليم التومي الثعالبي حاكما للمدينة.

## تاريخ
قبيلة الثعالبة من ولد ثعلب بن عليّ بن بكر بن صغير بن معقل، كان موطنهم لعهد ابن خلدون بمتيجة من بسيط الجزائر، وكانوا قبلها بتطيري، نزلوها منذ عصور قديمة، وأقاموا بها حياً حلولاً. من بطونهم: أولاد سباع بن ثعلب ومنهم بنو يعقوب، وأولاد محمد بن سباع بن ثعلب ومنهم أولاد حنيش. ومنهم أيضا بنو سالم وبنو تومي حكام الجزائر.
كانت رياسة الثعالبة في ولد سباع بن ثعلب بن علي بن بكر بن صغير. ومرّ به ابن تومرت فأكرمه فكان إذا وفد على خلفاء الموحدين وضعوا على عمامته دينارا عظيما إكراما له. واستمرت الرئاسة في عقبه، فكانت أولا لبني يعقوب بن سباع ثم لبني محمد بن سباع. ولما ملك سلطان المغرب بو الحسن المريني تلمسان ولّى عليهم أبا الحملات بن عائد بن ثابت بن محمد بن سباع، وهو ابن عم حنيش. وهلك في الطاعون الجارف سنة 749 هـ فخلفه إبراهيم بن نصر بن حنيش بن أبي حميد بن ثابت. وهلك أيام السلطان أبي عنان، فخلفه ابنه سالم.
في سنة 1438م اغتال سكان الجزائر ملكهم الجديد، ووضعوا أنفسهم تحت حماية الثعالبة الذين كانوا يسيطرون على القسم الأكبر من سهول متيجة، وفي ذلك الحين أقامت مدينة الجزائر نوعا من الإدارة البلدية، أو نظام الجماعة، وكان أول رئيس جماعة باشر تسيير شؤون المدينة هو الشيخ عبد الرحمن الثعالبي.”
وفي سنة 1541م عزّز بنو سالم الثعالبة صف عروج، وهاجموا الأسبان وفتكوا بهم وأفشلوا حملة شارلكان على مدينة الجزائر، لكن الأتراك فيما بعد فتكوا بالثعالبة وطاردوهم لعلاقتهم ببني تومي حكام الجزائر، فتفرّقوا في سهول متيجة والصحراء، فمنهم سنة 1836م بطن في الونشريس، وبطن آخر في بلاد القبائل، وبطن ثالث في قبيلة بني بلحسن عند بني جعد.
قال الشيخ مبارك الميلي: ” وإذا لم يظهر من الثعالبة أمراء عظام فكفاهم فخرا عبد الرحمن الثعالبي دفين الجزائر وعالم القرن التاسع، وأبو مهدي عيسى عالم القرن الحادي عشر، ولعل الشيخ عبد الرحمن من فرع محمد بن سباع ولكن الناس يرفعون نسبه إلى علي بن أبي طالب ر ض كأنهم لم يكتفوا بشرف العلم.”
لقد اختلف المؤرخون في نسب المعقل، ونسابة العرب من هلال يعدونهم من بطون هلال، وهم يزعمون أن نسبهم في أهل البيت إلى جعفر بن أبي طالب، وقال ابن خلدون الأنسب أن يكونوا من بني الحرث بن كعب بن عمرو بن علة بن جلد بن مذحج واسمه مالك بن أدد بن زيد بن يشجب بن عريب بن زير بن كهلان، وهو معقل، واسمه ربيعة بن كعب بن ربيعة بن كعب بن الحرث، وقد عده الإخباريون في بطون هلال الداخلين إلى أفريقية.